# 梅永红
梅永红（1965年9月—），男，湖北黄梅人，中华人民共和国政府官员，后加入华大基因、碧桂园集团。华中农业大学农学系农学专业毕业，中国农业大学经济管理学院农业经济及管理专业在职研究生学历。

## 生平
1986年加入中国共产党。历任中华人民共和国农业部农业机械化技术开发推广总站技术员；技术培训部主任（1993．12月评为农艺师）；农业部农业机械化技术开发推广总站技术培训处处长（副处级）；国家科学技术委员会农村技术开发中心一处副处长；国家科学技术委员会农村技术开发中心调研处处长；国家科学技术委员会办公厅调研室正处级干部；科技部办公厅调研与宣传处副处长（正处级）；科技部办公厅副主任兼调研室主任；科技部政策法规与体制改革司副司长（主持工作）；政策法规与体制改革司、政策法规司司长。
2010年10月出任中共济宁市委副书记，12月任代市长，2011年1月正式当选。2015年9月辞去济宁市长一职，之后加入华大基因并出任深圳中国国家基因库主任。2018年8月，出任碧桂园集团副总裁，接掌碧桂园农业板块。